# Equipe vietnamita na Copa Davis
A equipe vietnamita na Copa Davis representa o Vietnã na Copa Davis, principal competição de tênis masculina por equipes do mundo. É administrada pela Vietnam Tennis Federation.
Entre 1964 e 1974, jogou como Vietnã do Sul. Aparece na edição de 1975 somente porque a Zona Oriental dela foi disputada em 1974.